# Мортимер Гот
Мортимер Гот (англ. Mortimer Goth) — персонаж игр серии The Sims. Появляется в каждой части, муж Беллы Гот. Является одним из самых узнаваемых персонажей-симов и появлялся в каждой части игры The Sims.   

## Описание
Мортимер Гот — сим, элегантный мужчина, носящий фрак. Он женился на Белле Гот. В первой части The Sims он живёт в мрачном особняке с Беллой и дочерью Кассандрой Гот и работает деканом в сфере образования. В The Sims Bustin’ Out Мортимер жил без детей с особняке с Беллой и играл на органе.
В The Sims 2 пожилой и овдовевший Мортимер живёт в Новосельске, в своём особняке вместе с повзрослевшей Кассандрой и сыном Александром. За свою жизнь он накопил крупное денежное состояние и стал богатейшим жителем городка. Его жена задолго до начала событий исчезла. Мортимер также встречается с Диной Гонгадзе, которая вместе со своей сестрой положила глаз на его состояние, но сама изменяет ему с Доном Лотарио.
В The Sims 3 Мортимер живёт в Сансет Вэлли, действие в котором хронологически происходит за 50 лет до The Sims 2. Там Мортимер ещё ребёнок, он живёт в мрачном особняке вместе со своими родителями — Гюнтером и Корнелией Гот. Особняк Готов согласно предыстории был первым возведённым зданием в Сансет Вэлли и именно Готы основали город. Тем не менее самой богатой и влиятельной семьёй стали Ландграабы и они конфликтуют с Готами. Сам Мортимер подружился с Беллой Холостякки — будущей женой.
Мотимер Гот вместе со своей женой Беллой и детьми живёт в готическом особняке в Уиллоу Крик в The Sims 4. Внешний облик Мортимера был изменён после бесплатного обновления, чтобы он больше соответствовал канону из предыдущих игр серии. 

## Восприятие
Мортимер, как член семьи Готов и муж Беллы Гот — самого узнаваемого персонажа The Sims сам стал одним из самых известных и культовых персонажей франшизы, главным образом потому, что Мортимер является невольным участником истории с исчезновением его жены Беллы и является потенциальной жертвой других культовых персонажей франшизы — сестёр Гонгадзе и Дона Лотарио. Семью Гот можно рассматривать, как лицо серии. Мортимер и Белла — самая известная пара во франшизе. Фанаты серии, выстраивая теории вокруг исчезновения Беллы, также продвигали теории, что она могла сбежать от Мортимера.
Представительница сайта The Gamer заметила явное сходство Мортимера с Гомесом из Семейки Аддамс, это сходство очевидно, если посмотреть на маленького Мортимера из The Sims 3, одетого также, как и Пагсли Аддамс. Она также похвалила элегантный облик персонажа в The Sims 4, как старый, так и новый после обновления. Мортимер Гот стал популярной целью у игроков-«золотоискателей», которые в обход чит-кодов женили своего игрового персонажа на Мортимере, чтобы заполучить его деньги. Редактор сайта Screen Rant назвал Мортимера легендарным для серии, где предыстория персонажа постепенно раскрывалась на протяжении всех игр. Журналист Twinfinite, размышляя о вероятной экранизации The Sims счёл, что на роль Мортимера лучше бы подошёл актёр Том Хиддлстон.